# Đổng thái hậu
Vĩnh Lạc Đổng thái hậu (chữ Hán: 永樂董太后; ? - 7 tháng 7, năm 189), còn gọi Hiếu Nhân Đổng hoàng hậu (孝仁董皇后), là mẹ ruột của Hán Linh Đế Lưu Hoành, đồng thời là bà nội của Hán Thiếu Đế Lưu Biện và Hán Hiến Đế Lưu Hiệp nhà Đông Hán.
Bà chưa từng làm Hoàng thái hậu, chỉ được tôn Hiếu Nhân hoàng hậu vì là vợ của Hiếu Nhân hoàng Lưu Trường (劉萇), cha ruột Hán Linh Đế. Tuy nhiên vì là Đế mẫu nên đương thời ai cũng gọi bà là Thái hậu. Không chỉ là bà nội của Hán Hiến Đế, bà còn là người bảo hộ khi mẹ ông, Vương mỹ nhân bị Hà hoàng hậu sát hại; cũng chính Đổng thái hậu đã tranh chấp gay gắt với Hà hậu khi ủng hộ Lưu Hiệp lên ngôi. Khi con trai Hà hậu là Hán Thiếu Đế Lưu Biện được lập, Đổng thái hậu bị nhà họ Hà ám hại.

## Thân thế
Hiếu Nhân Đổng hoàng hậu sinh ra tại Hà Giang quốc, khu vực thuộc tỉnh Hà Bắc, Trung Quốc hiện nay, không rõ gia thế như thế nào. Bà là vợ Giải Độc Đình hầu Lưu Trường - cháu 4 đời của Hán Chương Đế. Trong thời gian này bà được gọi là Đổng phu nhân (董夫人). Năm Vĩnh Thọ thứ 2 (156), bà sinh ra Lưu Hoành. Sau khi Lưu Trường chết, Lưu Hoành kế thừa tước vị Giản Độc Đình hầu.
Năm Vĩnh Khang nguyên niên (167), Hán Hoàn Đế băng hà mà không có con, Giản Độc Đình hầu Lưu Hoành được Đậu thái hậu lập lên ngôi, tức là Hán Linh Đế. Sang đầu năm sau (168) là năm Kiến Ninh nguyên niên, Lưu Hoành đăng cơ, sử gọi Hán Linh Đế.
Cùng năm, vào tháng 3, được sự cho phép của Đậu thái hậu, Hán Linh Đế truy tôn thân phụ làm Hiếu Nhân hoàng (孝仁皇), lệ chỉ xưng "Hoàng" mà lược đi chữ Đế, vì Hán Linh Đế đã nhập vào hoàng phổ, là con trên danh nghĩa của Hán Hoàn Đế và Đậu thái hậu, không còn là con của Giải Độc Đình hầu Lưu Trường và Đổng phu nhân nữa. Lăng của Hiếu Nhân hoàng gọi là Thận lăng, và Đổng phu nhân được tôn làm Thận Viên Quý nhân (慎園貴人) theo cựu lệ của nhà Hán.

## Đón về hoàng cung

### Vẻ vang tôn Hậu
Cũng trong năm Kiến Ninh (168), Đại tướng quân Đậu Vũ là cha của Đậu thái hậu thất bại trong việc mưu trừ hoạn quan đứng đầu bởi Vương Phủ cùng Tào Tiết, cuối cùng cả nhà họ Đậu chết thảm, Đậu thái hậu rút lui khỏi chính trường, bị giam cầm tại Nam Cung.
Năm sau (169), Hán Linh Đế sai Trung thường thị về Hà Giang quốc nghênh đón Đổng phu nhân về Lạc Dương, em trai Đổng Sủng (董宠) cùng cháu trai Đổng Trọng (董重) cũng về theo. Tháng 3 năm đó, Hán Linh Đế tôn Đổng phu nhân làm Hiếu Nhân hoàng hậu (孝仁皇后), ở tại Gia Đức điện (嘉德殿) của Nam Cung, sau để phù hợp với địa vị của Đổng hậu bèn được đổi gọi là Vĩnh Lạc cung (永樂宫). Do chính sách về tôn hiệu khắc khe của nhà Hán, Hiếu Nhân Đổng hậu không phải Hoàng thái hậu, nhưng đương thời quen gọi bà là [Vĩnh Lạc Thái hậu; 永樂太后] hay [Đổng thái hậu; 董太后];  Em trai Đổng Sủng được phong làm Chấp kim ngô, cháu bà là Đổng Trọng được vào triều làm Ngũ quan Trung lang tướng (五官中郎将). Năm Kiến Ninh thứ 3 (170), Đổng Sủng vì giả truyền thánh chỉ mà bị Hán Linh Đế ra chiếu xử tử.
Năm Gia Bình nguyên niên (172), tháng 6, Đậu thái hậu băng thệ. Hiếu Nhân hoàng hậu Đổng thị chính thức đường hoàng can thiệp triều chính. Khi đó, con trai bà là Hán Linh Đế kém trí tuệ, không chăm lo triều chính, chỉ biết đam mê tửu sắc. Đổng hậu và những người trong hoàng tộc cũng ăn chơi, hưởng lạc xa xỉ. Bà đã thúc giục Linh Đế bán quan chức để thu tiền. Hán Linh Đế cho mua quan bán chức; Đổng thái hậu cũng nhận nhiều tiền hối lộ của các quan lại địa phương, lũng đoạn triều chính. Triều đình thu sưu cao thuế nặng nên đời sống nhân dân rất cực khổ.
Trong cung, bà và con dâu là Hà hoàng hậu có xích mích vì mâu thuẫn quyền lực, thế nhưng Hà hậu lại có con trai là Hoàng tử Lưu Biện nên vị thế vững chắc. Ngoài Lưu Biện, Hán Linh Đế còn một người con nhỏ là Lưu Hiệp do Vương mỹ nhân sở sinh. Vì đố kị mà Hà hậu hạ độc giết chết Vương mỹ nhân, do đó Lưu Hiệp được Linh Đế giao cho Đổng thái hậu nuôi nấng, gọi Đổng hầu (董侯).

### Cái chết
Năm Trung Bình thứ 6 (189), tháng 4, Hán Linh Đế băng hà, con lớn của ông là Hoàng tử Lưu Biện lên ngôi, tức là Hán Thiếu Đế. Đổng hậu trước giờ lo sợ thế lực của Hà hậu, nhất quyết bày mưu cho Lưu Hiệp kế vị, thế nhưng Hán Linh Đế lại qua đời đột ngột nên ý nguyện của bà không thành. Sau khi Lưu Biện kế vị, Đổng thị vẫn ở vị trí Hiếu Nhân hoàng hậu, còn Hà hoàng hậu của Hán Linh Đế được tôn làm Hoàng thái hậu, lâm triều nhiếp chính. Lưu Hiệp được phong Bột Hải vương (勃海王), sau đó đổi thành Trần Lưu vương (陈留王).
Cùng là ngoại thích, cháu trai Đổng Trọng của Đổng thái hậu được phong làm Phiêu Kỵ tướng quân, còn anh trai Hà thái hậu là Hà Tiến được phong làm Đại tướng quân, thực lực tương đương, do vậy mà hai bên kình địch nhau như lửa với nước. Vì ảnh hưởng chính trị, Đại tướng quân Hà Tiến có hiềm khích và mâu thuẫn gay gắt với hoạn quan, trong khi đó Đổng hậu lại thân cận với lực lượng này. Đổng thái hậu cũng mâu thuẫn với Hà thái hậu, mỗi lần Đổng thị muốn can dự triều chính, Hà thái hậu đều ngăn cản vì tự cho mình là Hoàng hậu danh chính ngôn thuận của Đại Hán, trở thành Hoàng thái hậu lâm triều là hợp tình hợp lý, còn Đổng thị vốn chỉ là vợ của Hiếu Nhân hoàng - sinh phụ của Hán Linh Đế, địa vị không có. Mắt thấy nhà họ Hà lấn át quyền lợi của mình, Đổng hậu uất ức mắng:「"Ngươi oai vệ gì? Cậy thế anh ngươi à? Ta bảo Phiêu kỵ tướng quân giết anh ngươi dễ như trở bàn tay!"」. Hà thái hậu giận dữ bèn nói với Hà Tiến, cả hai nung nấu ý định diệt trừ nhà họ Đổng.
Tháng 5 năm ấy, Đại tướng quân Hà Tiến cùng Tam công bàn họp các quan lại kể tội Hiếu Nhân Đổng hậu nhận tiền hối lộ của các địa phương. Tấu sớ nói:「“Hiếu Nhân Hoàng hậu sai Trung thường thị Hạ Uẩn, Vĩnh Lạc Thái bộc Phong Tư cùng quan phủ châu, quận cấu kết lẫn nhau, lũng đoạn trân bảo tài hóa các nơi, toàn bộ đưa vào Vĩnh Lạc cung. Dựa theo lệ thường, Phiên quốc Vương hậu không thể lưu lại ở kinh thành, thỉnh đem bà ta dời hồi Hà Giang quốc”」. Hà thái hậu phê chuẩn tấu chương này, Hà Tiến dẫn binh bao vây phủ đệ của Đổng Trọng, miễn trừ chức vụ, vì thế Đổng Trọng tự sát.
Ngày 7 tháng 6 (tức ngày 7 tháng 7 dương lịch) năm đó, Đổng hậu vì u buồn mà phát sầu, đột ngột qua đời. Dân gian bá tánh đều cho rằng là do Hà thái hậu hại chết, Đổng hậu được đưa về lại Hà Giang quốc, an táng vào Thận lăng (慎陵). Cuối năm ấy, Trần Lưu vương Lưu Hiệp do bà nuôi nấng được Đổng Trác đưa lên ngôi báu, trở thành Hán Hiến Đế sau khi Thiếu Đế Lưu Biện bị phế truất.